# Turbomeca Turmo
Turbomeca Turmo je francouzský turbohřídelový motor určený pro pohon vrtulníků, vzniklý vývojem z průkopnického typu Artouste téže firmy. Jeho pozdější varianty dosahovaly výkonu až 1 200  kW (1 610 shp). Vznikla i turbovrtulová varianta určená pro transportní letoun Breguet 941. 
V současné době jeho výroba stále pokračuje ve spolupráci se společností Rolls-Royce a typ je licenčně vyráběn i čínskou společností Changzhou Lan Xiang Machinery Works pod označením WZ-6 a rumunskou Turbomecanica Bucharest jako Turmo IV-CA.

## Varianty
- Turmo IIIC
  - Turbohřídelový motor s výkonem 890 kW (1 200 hp) pohánějící prototyp Sud Aviation Frelon
- Turmo IIIC2
  - Odvozená varianta s výkonem až 970 kW (1 300 hp).
- Turmo IIIC3
  - Výkon až 1 100 kW při 33 500 otáčkách za minutu pohánějící sériové vrtulníky Super Frelon
- Turmo IIIC4
- Turmo IIIC5
- Turmo IIIC6
- Turmo IIIC7
- Turmo IIID
  - Turbovrtulový motor pro plánovaný letoun s krátkým vzletem a přistáním Breguet Br 942 s maximálním výkonem 913 kW (1 225 hp)
- Turmo IIID2
  - Motor s výkonem 996 kW (1 335 hp) při 22 460 otáčkách za minutu na volné turbíně
- Turmo IIID3
  - Motor s výkonem 1 080 kW (1 450 hp) při 33 500 otáčkách za minutu
- Turmo IVB
- Turmo IVC
- Turmo IV-CA
  - Licenční výroba v Rumunsku
- Turmo VI
  - Turbovrtulová verze s dvěma axiálními stupni, jedním odstředivým kompresorovým stupněm a dvěma volnými turbínovými stupni, s měrným výkonem 1 300 kW (1 800 hp) při 32 000 otáčkách za minutu
- WZ-6
  - Licenční výroba firmou Changzhou Lan Xiang Machinery Works v Čínské lidové republice

## Použití

### Turbohřídelové varianty
- Aérospatiale SA 330 Puma
- Aérospatiale Super Frelon
- Eurocopter AS332 Super Puma (prototyp SA-330Z)
- Bölkow Bo 46
- IAR 330
- SNCASE SE.3200 Frelon
- Turbotrain
- SNCF T 2000 (Rame à turbine à gaz)

### Turbovrtulové varianty
- Breguet 940
- Breguet 941
- Breguet 941S

## Specifikace
Platí pro Turmo IIIC7

### Technické údaje
- Typ: dvouhřídelový turbohřídelový motor
- Délka: 182 cm
- Průměr: 71,6 cm
- Hmotnost suchého motoru: 325 kg

### Součásti
- Kompresor: jednostupňový axiální; jednostupňový odstředivý
- Spalovací komora: prstencová s obráceným tahem
- Turbína: dvoustupňová nízkotlaká a dvoustupňová vysokotlaká

### Výkony
- Maximální výkon: 1 217 kW (1 632 shp)
- Kompresní poměr: 5,9:1
- Objem průtoku vzduchu: 6,2 kg/s
- Poměr výkon/hmotnost: 3,74 kW/kg